# Charitoprepes lubricosa
Charitoprepes là một chi bướm đêm thuộc họ Crambidae. Chi này chỉ gồm một loài Charitoprepes lubricosa, thường được tìm thấy ở Ấn Độ (Khasia Hills).